# Zig Zag, l'étalon zébré
Pour les articles homonymes, voir Zigzag (homonymie).
Pour plus de détails, voir Fiche technique et Distribution.
Zig Zag, l'étalon zébré (Racing Stripes) est un film américain réalisé par Frederik Du Chau en 2005.
Comme dans Babe, sorti en 1995, les héros sont des animaux parlants qui réalisent des actions inhabituelles pour leur espèce.

## Synopsis
Cette histoire raconte celle d'un zèbre trouvé par un homme propriétaire d'une ferme avec sa fille. La jeune fille va s'occuper du zèbre, nommé Zig Zag, qui va grandir et apprendre la vie grâce à un poney Shetland nommé Prof. Il va aussi découvrir le lieu qui se trouve de l'autre côté de la barrière, un hippodrome très réputé, et très riche. Il va décider de devenir un cheval de course, et tenter de gagner l'Open du Kentucky, où il va devoir affronter des chevaux performants et entrainés dont Junior, l'un de ses tourmenteurs. Il va tomber amoureux de Lucy, une jument de saut, qui va l'aider dans ses choix.

## Fiche technique
- Réalisation : Frederik Du Chau
- Pays de production :  États-Unis
- Langue originale : anglais

## Distribution

### Acteurs
- Bruce Greenwood (VF : Luc Bernard) : Nolan Walsh
- Hayden Panettiere (VF : Karine Foviau) : Cindy Walsh
- Gary Bullock : John Cooper
- Wendie Malick (VF : Déborah Perret) : Clara Dalrymple
- M. Emmet Walsh (VF : Philippe Dumat) : le shérif Woodzie

### Voix

#### Version originale
- Frankie Muniz : Zig Zag
- Dustin Hoffman : Prof
- Mandy Moore : Lucy
- Whoopi Goldberg : Fanny
- Jeff Foxworthy : Rocky
- Joe Pantoliano : Poulet
- Fred Dalton Thompson : Sir Trenton
- Joshua Jackson : Trenton Junior
- Steve Harvey : Buzz
- David Spade : Scuzz
- Michael Rosenbaum : Fier-A-Pattes

#### Version française
- Grégory Lemarchal : Zig Zag
- Gérard Klein : Prof
- Lucie Bernardoni : Lucy
- Maïk Darah : Fanny
- Dominique Pinon: Rocky
- Daniel Beretta : Poulet
- Richard Darbois : Sir Trenton
- Alexis Tomassian : Trenton Junior
- Christophe Lemoine : Buzz
- Emmanuel Curtil : Scuzz
- Adrien Antoine : Fier-A-Pattes

#### Version québécoise
- Alain Fournier : John Cooper
- Vincent Davy : Sir Trenton
- Gilbert Lachance : Lightning
- Benoit Éthier : Reggie
- Anne Caron : Fannie
- Mario Desmarais : Nolan Walsh
- François L'Écuyer : Buzz
- Guy Nadon : Tucker
- Johanne Garneau : Clara Dalrymphe
- Karine Vanasse : Sandy
- Émile Mailhiot : Stripes
- Stéfanie Dolan : Channing Walsh
- François Godin : Goose
- Philippe Martin : Ruffshodd
- Jean-François Beaupré : Scuzz
- Jean-Marie Moncelet : Woodzie